# Hutterjeva kolonija
Hutterjeva kolonija je naziv za delavsko kolonijo, ki se nahaja na Pobrežju v Mariboru. Zgrajena je bila med leti 1936 in 1937.
Stanovanjska kolonija je nastala na pobudo znanega mariborskega industrialca Josipa Hutterja, po katerem je tudi dobila ime. Josip Hutter je imel visoko razvito socialno odgovornost do svojih zaposlenih. To se kaže predvsem v tem, da se je stanovanjske problematike svojih zaposlenih lotil tako, da se je odločil za izgradnjo stanovanj (zgradil je tudi Hutterjev blok), ob enem pa je omogočal ugodna posojila za vse tiste, ki so se odločili hišo zgraditi sami.
Kolonija je bila zasnovana kot (takrat) primestna delavsko-bivalna soseska visoko-pritličnih dvojčkov. Za ta namen je Hutter na Pobrežju kupil cenejše zemljišče izven mesta. Mestni stavbenik Rudolf Kiffman pa je pričel graditi dvajset dvodružinskih hiš, ki so bile razporejene vzdolž treh vzporednih ulic, Zupančeve, Tekstilske in ulice Štravhovih. Podkleteni dvojčki imajo preprost kvadratni tloris z iztopajočima stranskima volumna verand in vrtom na zadnji strani. Prekriva jih dvokapna streha s slemenom v smeri sever-jug. Temelji so železobetonski, stene pa iz opeke. Stanovanja so imela pokrit vetrolov, predprostor, stranišče, kopalnico, shrambo, kuhinjo, dve sobi ter podstrešje. Vse hiše so imele vodovod, električno napeljavo in izplakovalna stranišča.
Stanovanja so bila namenjena predvsem kvalificiranim delavcem Hutterjeve tekstilne tovarne. Po prvotnih načrtih naj bi delavci postopoma, z odplačevanjem najemnin, postali tudi lastniki hiš, kar pa se zaradi druge svetovne vojne v praksi ni nikoli zgodilo.
Na podlagi ohranjenega situacijskega načrta Hutterjeve kolonije vemo, da je tovarnar Hutter želel nadaljevati z gradnjo delavskih stanovanj. Na Pobrežju je načrtoval mnogo večjo delavsko kolonijo; njeno uresničitev pa je preprečil začetek druge svetovne vojne.
Stanovalci so tekom let močno posegli v homogenost in enovitost arhitekture, tako da vsaka kaže svoj značaj.